# Caio Braz
Caio Braz (Recife, 25 de fevereiro de 1987) é um jornalista e apresentador de televisão brasileiro.
Conhecido pela sua irreverência e bom humor em frente às câmeras é um apresentador de TV, jornalista e produtor de conteúdo natural de Recife, Pernambuco.
Caio Braz atualmente apresenta o programa Bora Pernambucar, disponível na Globo Pernambuco e no Globoplay, viajando pelos quatro cantos do estado de Pernambuco, mostrando a cultura e a beleza das cidades pernambucanas e seus pontos turísticos.
Com sua linguagem próxima e acessível, representa a nova geração de comunicadores brasileiros e transita entre os mais diversos meios - televisão, Youtube, blogs e mídias sociais.
Dono de um carisma ímpar, representa a pluralidade da cultura nordestina ao mesclar suas raízes pernambucanas com as influências do rico repertório dos lugares por onde passa.

## Histórico
Caio Braz apareceu ao público em seu primeiro trabalho em 2009, onde protagonizou uma campanha de marketing de guerrilha para uma marca de goma de mascar americana com forte presença no país. Como o Sunga Boy, viajou 7 países do mundo em busca dos 7 maravilhosos Splashs. O projeto foi veiculado em web, no site oficial da campanha e na MTV.
Em seguida, no ano de 2010, Caio apresentou o Sustentáculos, programa da TV Brasil, viajando o Brasil em lugares como Acre, Piauí, São Paulo, Ceará, Rio de Janeiro e Espírito Santo em busca de histórias sobre sustentabilidade.
Caio estreou na moda como repórter do canal web GEMA TV, cobrindo seu primeiro Fashion Rio e São Paulo Fashion Week, na temporada 2010, e também no programa "Vai Tomar no Hype", onde transmitiu o festival Lollapalooza, em Chicago, nos E.U.A
Foi o responsável pela criação e direção da TV GE, no blog Garotas Estúpidas, e criou a personagem  Tarsila Marinho, uma sátira sobre o universo das blogueiras e itgirls.
Em seguida, foi convidado pelo canal GNT, da Globosat, para juntar-se ao elenco fixo e transformou-se em apresentador do GNT Fashion, onde fez matérias sobre o mundo fashion com seu jeito característico de humor e olhar comportamental, ao lado da editora Lilian Pacce. 
Caio também apresentou o programa Marmitas e Merendas, sucesso de audiência no canal, além de participar de todas as transmissões especiais ao vivo, como SPFW, Prêmio Glamour, GQ Men of the Year, Veste Rio, Rio Moda Rio, Baile Vogue, entre outras.
Atualmente, Caio se dedica ao programa Bora Pernambucar, transmitido na Globo Pernambuco, e disponível também no Globoplay, viajando pelo estado de Pernambuco em um programa que mistura turismo e cultura.

## Programas de TV
- 2010 - Sustentáculos (TV Brasil)
- 2011 - GNT Fashion (GNT)
- 2015 - É de Casa (Globo)
- 2017 - Papo de Segunda (GNT)
- 2017, 2018 - Marmitas & Merendas (GNT)
- 2019 - Saia Justa por aí (GNT)
- 2020 - Saia Justa por aí (GNT), Parada da Diversidade LGBTQIA+ (GNT), Baile Vogue (GNT)
- 2021 - Parada da Diversidade LGBTQIA+, Olimpíadas de Tóquio no Saia Justa (GNT)
- 2022 - Bora Pernambucar (Globo Pernambuco, Globoplay)